# Ständeklausel
Die Ständeklausel ist ein dramenpoetisches Prinzip, das häufig mit dem Namen Johann Christoph Gottscheds verbunden wird, der die Prinzipien der französischen Klassik auf das deutsche Theater zu übertragen versuchte. In der Tragödie sollten demnach nur die Schicksale von Königen, Fürsten und anderen hohen Standespersonen dargestellt werden. Die Lebensweisen bürgerlicher Personen sollten demgegenüber nur in Komödien auf die Bühne gebracht werden. Begründet wurde das Prinzip damit, dass es dem Leben der Bürgerlichen an Größe und Bedeutung fehle und der dramatischen Darstellung ihrer Personen an der Fallhöhe.
Nicht nur die Personen auf der Bühne, sondern auch das Publikum unterschieden sich im Zusammenhang mit der Ständeklausel. Dies zeigte sich in den Privilegien der Theater im 18. und 19. Jahrhundert: Die Hoftheater waren berechtigt, Tragödien (zu denen auch ernste Opern und Ballette gehörten) aufzuführen, während die sich vermehrenden Volkstheater nur Komödien (zu denen die komischen Opern und Pantomimen gerechnet wurden) aufführen durften.

## Einfache Erklärung
Die einfachste Erklärung nach dem deutschen Duden lautet: „Auflage, Festsetzung, dass in einer Tragödie die Hauptpersonen nur von hohem, in der Komödie nur von niederem Stand sein dürfen.“
Eine andere Erklärung lautet: „Im 17. und 18. Jahrhundert u. a. von J. C. Gottsched angewendetes Regelwerk, wonach in klassischen Dramen nur Adelige die Hauptpersonen spielen durften, für Rollen in der Komödie dagegen die niederen Stände vorgesehen waren.“

## Verweis auf die Fallhöhe
Der Begriff Fallhöhe wurde vom französischen Ästhetiker Charles Batteux (Les Beaux-Arts réduits à un même principe, 1746) geprägt und auch viel später noch von Gelehrten aufgegriffen, so von Arthur Schopenhauer in seinem Werk Die Welt als Wille und Vorstellung (1819/1844). Dort wird erklärt, dass Motive wie Ausweglosigkeit und tragisches Scheitern in der Tragödie nur sinnvoll dargestellt werden könnten, wenn die Hauptperson eine höhere, etwa eine fürstliche Stellung hätte. Anhand von Schicksalen bürgerlicher Personen könne all das nicht zum Ausdruck gebracht werden, da Bürgerliche nur in Situationen gerieten, aus denen ihnen leicht herausgeholfen werden könne.

## Geschichte
Die Ständeklausel geht, wenn überhaupt, nur indirekt auf Aristoteles zurück. Eine ausdrückliche Ständeklausel im Sinne Gottscheds wird von Aristoteles nicht gefordert. Dieser hatte in seiner Poetik nach dem Prinzip der Kalokagathie die Tragödie den Konflikten der guten oder schönen Menschen vorbehalten, während die Angelegenheiten der schlechten oder hässlichen Menschen in der Komödie dargestellt werden sollten. Diese sehr allgemeine Aussage, die eine Erkennbarkeit und Verständlichkeit der Charaktere im Auge hatte, wie sie heute für Comics oder Melodramen gilt, wurde seit dem 16. Jahrhundert sozial interpretiert. Um den Stand der dargestellten Personen nicht zu gefährden, wurde nach der Darstellung Peter von Matts das Element der Weltversöhnung eingeführt. 
Horaz war der erste, der Aristoteles sozial interpretierte (Epistola ad pisones, bekannt als Ars poetica, ab 13 v. Chr.). Sowohl Julius Caesar Scaliger (in den 1561 posthum erschienenen Poetices libri septem) als auch Martin Opitz greifen seine Unterscheidung auf: Der gute Mensch nach Aristoteles ist der Adlige, der schlechtere Mensch der Bürger. Opitz erklärt etwa, dass die Tragödie es nicht leide, wenn „man geringen standes personen vnd schlechte sachen einführe“, und umgekehrt diejenigen Komödienschreiber geirrt hätten, „die Keyser vnd Potentaten eingeführet; weil solches den regeln der Comedien schnurstracks zuewieder laufft“ (Von der Deutschen Poeterey, 1624, Kapitel 5).
Im Rückgriff auf den aristotelischen Begriff der Mimesis, die nun nicht mehr das Sein nachahmt, sondern dessen (soziale) Erscheinungsformen, gewinnt die Tragödie so auch eine höhere suggestive Wirkung auf das Publikum. Dies wird bei Opitz ausdrücklich mit Zugeständnissen an die christliche Moral verbunden. Eine weitherum als verbindlich betrachtete Form fand die Ständeklausel in der französischen Klassik: Nicolas Boileau berief sich in L’Art poétique (1674) ebenfalls auf Horaz und hatte dabei das höfische Theater seiner Zeit im Auge.
Noch in Gottscheds Zeiten, die stark vom französischen Absolutismus geprägt waren, hielt man an dieser Grundregel fest, wie es Gottscheds Versuch einer critischen Dichtkunst (1730) zeigt. Die Wende kam mit Lessing, der sich an Denis Diderots Schrift De la poésie dramatique (1758) und seinen bürgerlichen Musterdramen orientierte. Lessing lieferte die Grundlagen für ein bürgerliches Trauerspiel in deutscher Sprache, in dem die Bürger mit ihren Problemkonstellationen dargestellt werden durften, zuerst in Miss Sara Sampson (1755). Von manchen Aristokraten wie Friedrich dem Großen wurde dies demonstrativ nicht zur Kenntnis genommen. Friedrich duldete lediglich, dass Adlige in Komödien erschienen, aber keineswegs die Bürger in der Tragödie (De la littérature allemande, 1780).

## Auswirkungen
Noch im Theater des 19. Jahrhunderts spielten die Rückkehr zur Ständeklausel (siehe Grand opéra) oder im Gegenteil die demonstrative Überwindung der Ständeklausel eine erhebliche Rolle. Dies schlägt sich etwa in der Anwendung der Rollenfächer nieder. Es gab nach wie vor Schauspieler, die auf die gesellschaftlich höher stehenden ernsten Rollen, und solche, die auf die niederen komischen Rollen spezialisiert waren.
Charlotte Birch-Pfeiffer stellt ihrem Lustspiel Steffen Langer aus Glogau (Berlin 1842) die Anweisung voran: 

„Die Rolle des Steffen [ein Seilergeselle] ist nicht vom ersten Komiker, sondern vom ersten Liebhaber, der zugleich Naturbursche spielt, zu besetzen. […] Ebenso wünsche ich Klärchen [Tochter des Seilermeisters] in den Händen der ersten Liebhaberin.“

Am Ende des Vorspiels gehen die beiden „gravitätisch sich bei der Hand haltend, aber so weit als möglich auseinander, ab“. Das entsprach dem Verhaltenskodex der noblen Figuren, der hier zitiert und parodiert wird, weil das „schlichte“ Verhalten zum gesellschaftlichen Ideal geworden war. Das Publikum erwartete und schätzte die Aufwertung der bürgerlichen Figuren, die von den höherrangigen Schauspielern dargestellt werden sollten.
Nach dem Ersten Weltkrieg zeigte sich schließlich das Bewusstsein, die Adelsherrschaft überwunden zu haben. Eine zaghafte Aufwertung der bürgerlichen Figuren war nicht mehr nötig. Das mehrheitlich bürgerliche Publikum durfte sich nun den adligen Figuren auf der Bühne überlegen fühlen, was eine Umkehr der Situation in den Hoftheatern des 17./18. Jahrhunderts bedeutete, wo die Adligen noch die „bürgerlichen“ komischen Figuren verlacht hatten. Gustaf Gründgens, der selten als Komiker auftrat, hielt es für politisch nicht unangebracht, 1932 in Eduard Künnekes Operette Liselott einen lächerlichen Herzog zu geben. In dem mit Hilde Hildebrand gesungenen Duett „O Gott, wie sind wir vornehm“ karikierte er die verfeinerten Sitten des Adels gegenüber der „Tumbheit dieser Deutschen“.